# 物書同心いねむり紋蔵
『物書同心いねむり紋蔵』（ものがきどうしんいねむりもんぞう）は、1998年4月3日から1998年9月4日までNHKの金曜時代劇で放送された全21回のテレビドラマである。

## スタッフ
- 原作：佐藤雅美「物書同心居眠り紋蔵」「隼小僧異聞・物書同心居眠り紋蔵」
- 脚本：金子成人、斉藤樹美子、梶本恵美、相葉芳久、吉田玲子
- 演出：星田良子、笠浦友愛、六山浩一、藤井朋子
- 音楽：倉本裕基
- 主題歌：河島英五「元気だしてゆこう」
- 語り：森山周一郎
- 共同制作：NHKエンタープライズ21、共同テレビジョン
- 制作・著作：NHK

## キャスト
- 藤木紋蔵：舘ひろし
- 藤木里：風吹ジュン
- 藤木紋太郎：山本耕史
- 藤木稲：原千晶
- 六兵衛：谷啓
- 田辺越後守：大沢啓二
- 半井乙女：桐島かれん
- 沢田六平：笹野高史
- 大竹金吾：松澤一之
- 中村八之進：山崎一
- 宮崎新之助：櫻庭博道
- 与力・丸山：でんでん
- お初：大空真弓
- 捨吉：井上順
- 蜂屋鉄五郎：中村梅之助

ほか

## サブタイトル
1. 手柄捨てます
2. 信じたく候・少女の執念
3. 記憶の無い囚人に幸あれ
4. 初恋のひとに誠尽くせば
5. さて困った浮気の後始末
6. 父上が男の意地を張る時
7. いつか旅立つ若者たちへ
8. 女敵討ちするもしないも
9. 奉行所見物大役でござる
10. 逼塞！男は黙って動かず
11. 乙女が残してくれたもの
12. 物の怪！？母の心子知らず
13. 人生捨てたものではない
14. 女心と秋の空とはいうが
15. その女人倫を乱すにつき
16. 里子の行方我のみぞ知る
17. 女の敵にお仕置きいたす
18. そして祝言の日は来たり
19. 誰かがお前を愛している
20. 藤木紋蔵殿の一番長い日
21. ゆく年や嗚呼夫婦あり

| NHK総合 金曜日 20時台 | NHK総合 金曜日 20時台 | NHK総合 金曜日 20時台 |
| 前番組                | 番組名                | 次番組                |
| --------------------- | --------------------- | --------------------- |
| 寺子屋ゆめ指南        | 物書同心いねむり紋蔵  | 新・腕におぼえあり    |